# La Montagne au trésor
Pour plus de détails, voir Fiche technique et Distribution.
La Montagne au trésor (宝の山, Takara no yama) est un film japonais muet réalisé par Yasujirō Ozu et sorti en 1929.
Le film et son scénario sont considérés comme perdus.

## Synopsis
Comédie mélodramatique au sujet d'une jeune geisha traditionnelle et une jeune fille moderne.

## Fiche technique
- Titre original : 宝の山 (Takara no yama?)[2]
- Titre français : La Montagne au trésor
- Réalisation : Yasujirō Ozu
- Scénario : Akira Fushimi et Yasujirō Ozu
- Photographie : Hideo Shigehara
- Société de production : Shōchiku
- Pays d'origine :  Empire du Japon
- Format : noir et blanc — 1,33:1 — 35 mm — muet
- Genre : comédie
- Durée : 66 minutes[2] (métrage : six bobines - 1 824 m[3])
- Date de sortie :
  - Empire du Japon : 22 février 1929[3]

## Distribution
- Tokuji Kobayashi : Tanjirō
- Yurie Hinatsu (ja) : Somekichi, la geisha
- Mariko Aoyama (ja) : Mugihachi
- Fumiko Okamura : Chōko, la fille moderne
- Chōko Iida : la patronne de la maison de geisha
- Tomoko Naniwa (ja) : Konami, une geisha
- Takiko Wakami : Wakayū
- Kyoko Itokawa : Otake, une servante

## Autour du film
Le film a été terminé en cinq jours.